# Gredanna von Freyberg
Gredanna von Freyberg, geborene Margaretha Anna von Freyberg (* vor 1461; † 18. April 1481 bei Schelklingen) war eine deutsche Äbtissin und Magistra des Klosters Urspring.

## Leben
Gredanna (Margaretha Anna) entstammte der Eisenberger-Linie der Familie von Freyberg. Sie war eine Tochter des Christoph von Freyberg und der Anna Gäßler (Gessler). Sie besaßen pfandweise die Burg Riedheim von Hartmann Ansorg aus Ulm (1415). Er und seine Gemahlin liegen im Kloster Heggbach begraben; ihre Kinder waren Heinrich, Sigmund, Baltasar und Gredanna.
Eberl, welcher sich auf Gabriel Bucelinus u. a. stützt und von Freyberg nennen unterschiedliche Vorfahren der Gredanna. Während beide Autoren bei der Mutter Anna Gessler (Gässler) von Bruneck übereinstimmen, nennt Eberl als Vater Kaspar von Freyberg. Für die Großeltern väterlicherseits werden ebenfalls unterschiedliche Angaben gemacht: nach von Freyberg waren dies Anton von Freyberg und Felicitas von Reischach; nach Eberl dagegen Wilhelm von Freyberg und Adelheid von Naab.
Nach von Freyberg wurde sie 1461 zur Magistra gewählt. Nach Eberl wird sie erstmals am 4. August 1464 als Magistra genannt. Die Vorgängerin Gredannas als Magistra, Anna Truchseß von Bichishausen, verstarb am 19. Juni 1463. Wenn Gredanna 1461 Meisterin geworden wäre, hätte Anna Truchseß von Bichishausen vor ihrem Tod resigniert. Andernfalls wäre Gredanna erst nach dem Tod ihrer Vorgängerin Meisterin geworden. Gredanna resignierte nicht, sondern verstarb im Amt am 18. April 1481 im Kloster Urspring.

## Die Reform des Klosters Urspring von 1475
Der „Niedergang der Klosterzucht“, d. h. das Abweichen von den verfassten und überlieferten Regeln der jeweiligen Ordensgründer kulminierte im späten 15. Jahrhundert. Die „Mißstände“ unter dem katholischen Klerus und in den Klöstern erregten vielfachen Spott. Schließlich waren die „Mißstände“ auch ein Anlass für die Reformation.
Klosterreformen versuchten, die alten Regeln wieder in Kraft zu setzen. Auch Urspring war im Laufe der Zeit zu einer Versorgungsanstalt für Töchter des schwäbischen Adels geworden. Verschiedene Kräfte versuchten, dies zu ändern und den alten Klosterregeln wieder zu ihrem Recht zu verhelfen.
Bei einer Visitation Ursprings durch Abt Heinrich VI. Marschalk von St. Georgen erließ dieser neue Klosterstatuten, welche erst vor wenigen Jahren im Archiv der Benediktinerabtei Unserer lieben Frau zu den Schotten in Wien wieder aufgefunden wurden und welche dem Klosterhistoriker Immo Eberl nicht vorlagen. Die Reformstatuten vom 14. September 1474 enthalten neben einem Vorwort (Prolog) in 17 Kapiteln 51 Einzelbestimmungen. Diese betreffen im Wesentlichen verschärfte Bestimmungen über die Einhaltung der Klausur, das Schweigegebot, die geistlichen Pflichten und den Verkehr mit der Außenwelt. Die ergänzenden Statuten vom 19. Oktober 1475 betonen nochmals die verschärften Bestimmungen der Hauptstatuten.
Zur Umsetzung der Statuten fuhr Gredanna von Freyberg, welche nach Felix Fabri „eine Frau von männlich starkem Geist“ gewesen sei, mit mehreren Nonnen ins Kloster Heggbach (die Grablege der Familie von Freyberg), wo 1467 unter der Äbtissin Elisabeth Krählin eine Reform unter Erneuerung der strengen Klausur eingeführt worden war.
In Urspring hatten die Reformen seit 1472 langsame Fortschritte gemacht. Der Konflikt kulminierte aber 1475, da der Konvent etwa hälftig gespalten war und auf die jeweiligen Verwandten übergegriffen hatte. Erzherzogin Mechthild stellte sich auf die Seite der Reformpartei und bewegte Nonnen aus dem in den 1450er Jahren reformierten St. Walburg in Eichstätt dazu, mit ihr nach Urspring zu ziehen. Die Gegnerinnen der Reform verbarrikadierten sich daraufhin im Krankenhaus des Klosters. Die mitgebrachten Soldaten weigerten sich, das Haus zu erstürmen. Daraufhin befahl Erzherzogin Mechthild, in Schelklingen die Sturmglocke läuten und vom Schelklinger Bürgermilitär das Haus aufbrechen zu lassen. Die Gegnerinnen der Reform wurden daraufhin in andere Klöster versetzt oder zu ihren Verwandten geschickt, teils unterwarfen sie sich auch freiwillig der harten Disziplin.
Die Reformstatuten bestimmten auch, dass ein neues „Zinsbuch“ über den Güterbesitz des Klosters angelegt werden solle. Dies wurde ausgeführt, und das Lagerbuch des Klosters Urspring stellt heute das älteste erhaltene Urbar des Klosters dar. Das Titelblatt des Lagerbuchs des Klosters Urspring von 1475 verdeutlicht diesen Zusammenhang, denn es lautet: „Legerbuch Vnd Beschreibung deß Gottshauß Vrspringen Vnderthonen vnd Güetter bey Regierung der Hochwurdigen WolEdelgebornen Frawen Frawen GrethAnna von Freyberg wol selig Anno Christi 1475“.